# Bolesław Mioduszewski

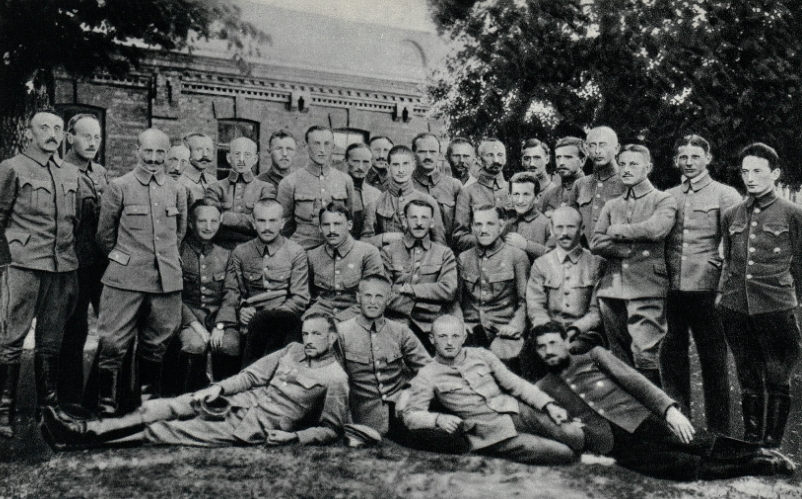
Obóz internowana w Benjaminowie, wśród stojących także 7 od lewej ppor. Bolesław Mioduszewski.

Bolesław Mioduszewski (ur. 21 grudnia 1887 w Częstochowie, zm. 7 listopada 1930 w Warszawie) – oficer lekarz Legionów Polskich i Wojska Polskiego, kawaler Orderu Virtuti Militari.

## Życiorys
Urodził się w rodzinie Konstantego i Emilii z Heeringów (1849–1923). Był bratem Ryszardy (1882–1941), żony profesora Wacława Tokarza, odznaczonej Medalem Niepodległości.
Absolwent gimnazjum w Częstochowie. Student Uniwersytetu Jagiellońskiego. Był członkiem PPS – Frakcji Rewolucyjnej. Od 6 sierpnia 1914 w Legionach Polskich. Żołnierz i lekarz medycyny I batalionu 1 pułku piechoty Legionów Polskich. 28 października 1915 został mianowany chorążym sanitarnym, a 1 kwietnia 1916 podporucznikiem lekarzem.
Szczególnie odznaczył się w dniach 23-24 października 1915 w bitwie pod Kuklami, gdzie „jako lekarz baonu prowadził opatrywanie ran i całą akcję sanitarną w nadzwyczaj ciężkich warunkach, pod ostrzałem ciężkich dział rosyjskich. Podobnie pod Wielkim Miedwieżjem, 1-14 XI 1915, przez cały czas pracował na swoim stanowisku, niosąc pomoc rannym”. Za tę postawę został odznaczony Orderem Virtuti Militari.
Po kryzysie przysięgowym internowany w obozie oficerskim w Beniaminowie. Po zwolnieniu pracował jako lekarz-inspektor w Komisariacie Rządu w Warszawie. Podczas wojny polsko-bolszewickiej w składzie 201 pułk piechoty Dywizji Ochotniczej. W sierpniu 1920 w bitwie pod Paprocią, ciężko ranny, dostał się do niewoli bolszewickiej. Następnie został odbity w Brześciu przez oddziały polskie. 24 września 1920 został zatwierdzony z dniem 1 kwietnia 1920 w stopniu kapitana lekarza, w Korpusie Lekarskim, w grupie oficerów byłych Legionów Polskich. 8 stycznia 1924 został zatwierdzony w stopniu majora ze starszeństwem z 1 czerwca 1919 i 353. lokatą w korpusie oficerów rezerwowych sanitarnych, grupa lekarzy. Posiadał przydział w rezerwie do 9 batalionu sanitarnego.
Po zakończeniu wojny pracował w Warszawie w Szpitalu Dzieciątka Jezus, a następnie w starostwie powiatu północno-warszawskiego na stanowisku lekarza powiatowego. Zmarł nagle na serce 7 listopada 1930 w mieszkaniu przy ul. Grójeckiej 42a Warszawie. Trzy dni później został pochowany na Cmentarzu Powązkowskim w Warszawie.
Był żonaty, miał troje dzieci: Hannę, Zofię i Kazimierza.

## Ordery i odznaczenia
- Krzyż Srebrny Orderu Wojskowego Virtuti Militari nr 7103 – 17 maja 1922[11][5][12]
- Krzyż Niepodległości – pośmiertnie 23 grudnia 1933 „za pracę w dziele odzyskania niepodległości”[13]
- Krzyż Walecznych po raz pierwszy[5] i po raz drugi – 15 marca 1923 „za czyny orężne w bojach byłego 1-go pp Leg.”[14]
- Krzyż Walecznych po raz trzeci[8][9]
- Odznaka Pamiątkowa Więźniów Ideowych[15]